# Prothemus laosensis
Prothemus laosensis es una especie de coleóptero de la familia Cantharidae.

## Distribución geográfica
Habita en  Laos.